# Junge Roemer
Junge Roemer è il secondo album del cantante austriaco Falco, pubblicato per le etichette Gig e BMG nel 1984.
Dall'album sono state estratte come singolo l'omonima Junge Roemer, Nur mit dir e Kann es Liebe sein?.

## Tracce
LP GIG 222 121
CD Teldec 8.25800 ZP
CD GIG 74321 37831 2 (BMG)
1. Junge Roemer - 4:30
2. Tut-Ench-Amon (Tutankhamon) - 4:28
3. Brillantin' Brutal' 3:48
4. Ihre Tochter - 4:27
5. No Answer (Hallo Deutschland) - 3:39
6. Nur mit dir - 4:26
7. Hoch wie nie - 4:21
8. Steuermann - 3:45
9. Kann es Liebe sein? - 4:07

## Classifiche
| Classifica (1982) | Posizione raggiunta |
| ----------------- | ------------------- |
| Austria           | 1                   |